# Світло і сповідь (сингл)
«Світло і сповідь» —  сингл гурту «Плач Єремії», із альбому Світло і сповідь ч.1, випущений 2003 року.

## Композиції
1. Із янголом на плечі
2. Квіти у росі
3. Ти втретє цього літа зацвітеш…